# کرستون (لوئیزیانا)
کرستون (به انگلیسی: Creston) یک منطقهٔ مسکونی در ایالات متحده آمریکا است که در پریش ناچیتوکس، لوئیزیانا واقع شده‌است. کرستون ۴۹٫۰۷ متر بالاتر از سطح دریا واقع شده‌است.